# Liste des diffuseurs des Jeux olympiques d'hiver de 2018
Cet article présente la liste des diffuseurs des Jeux olympiques d'hiver de 2018. 

## Télévision
- Albanie : RTSH
- Allemagne : Discovery Communications / Eurosport  et ARD/ZDF[1]
- Afrique du Sud : SABC
- Arménie : APMTV
- Australie : Seven Network
- Autriche : ORF
- Belgique : VRT
- Biélorussie : Belteleradio
- Brésil : Grupo Globo
- Canada
  - ICI Radio-Canada Télé et Réseau des sports (français) | Canadian Broadcasting Corporation et The Sports Network (anglais)[2]
- Chine : CCTV
- Croatie : HRT
- Corée du Nord :
- Corée du Sud : SBS / KBS / MBC
- Danemark : DR
- Espagne : DMAX
- Estonie : Eesti Meedia
- États-Unis : NBC Sports
- Finlande : Yle
- France : France Télévisions
- Géorgie : GPB
- Grande-Bretagne : BBC
- Grèce : ERT
- Hongrie : MTVA
- Irlande : RTÉ
- Islande : RÚV
- Italie : Rai
- Japon : Japan Consortium
- Kazakhstan : Qazsport, Qazaqstan et Xabar TV
- Kirghizistan : KTRK sport et NTS sport
- Kosovo : RTK
- Lettonie : LTV
- Lituanie : TV3 Lituanie[3]
- Moldavie : TRM
- Monténégro : RTCG
- Norvège : TVNorge
- Nouvelle-Zélande : Sky Television
- Pays-Bas : NOS
- Pologne : TVP
- République tchèque : ČT
- Roumanie : TVR
- Russie : C1R / Russia 1 / Match TV
- Slovaquie : RTVS
- Slovénie : RTV
- Suède : Kanal 5
- Suisse : SRG SSR
- Tadjikistan : Varzish tv
- Ukraine : UA:PBC
- Uzbekistan : Uzreport tv